# Primera A 2011-12 Cochabamba
El campeonato de Primera A 2011/12 de la Asociación de Fútbol Cochabamba (AFC) fue el torneo oficial departamental de Cochabamba que definió al representante de dicho departamento para el torneo Nacional B 2012/13.
El campeonato fue organizado por la Sección No Aficionados de la Asociación de Fútbol Cochabamba y es avalado por la Federación Boliviana de Fútbol.

## Equipos y estadios
Participan 10 equipos en competencia; el Club Aurora como equipo invitado por la Asociación de Fútbol Cochabamba. Para esta temporada 2011/12 ascendió la Escuela de Fútbol Tiquipaya y el Club Aurora decidió volver al seno de la Asociación de Fútbol Cochabamba luego de haber estado ausente en la primera rueda.
| Equipo | Equipo                              | Entrenador           | Entrenador       | Provincia   | Sección Municipal | Estadio                  | Capacidad |
| ------ | ----------------------------------- | -------------------- | ---------------- | ----------- | ----------------- | ------------------------ | --------- |
|        | Club Arauco Prado                   | Bandera de Bolivia   | Jorge Vega       | Cercado     | Cochabamba        | Félix Capriles           | 32.000    |
|        | Club Aurora B                       | Bandera de Bolivia   | Ramiro Soria     | Cercado     | Cochabamba        | Complejo del Club Aurora | 2.000     |
|        | Club Deportivo Bata de Quillacollo  | Bandera de Bolivia   | William Troncoso | Quillacollo | Quillacollo       | Municipal de Quillacollo | 5.000     |
|        | Club Deportivo Cultural Nueva Cliza | Bandera de Bolivia   | Carlos Arias     | Jordán      | Cliza             | Municipal de Cliza       | 1.500     |
|        | Club Deportivo Jorge Wilstermann    | Bandera de Argentina | Claudio Chacior  | Cercado     | Cochabamba        | Félix Capriles           | 32.000    |
|        | Club Real Dínamo de Ivirgarzama     | Bandera de Argentina | Claudio Martínez | Carrasco    | Ivirgarzama       | Evo Morales              | 25.000    |
|        | Club Universitario de Cochabamba    | Bandera de Bolivia   | Gilbert Arispe   | Cercado     | Cochabamba        | Complejo Deportivo UMSS  | 500       |
|        | Escuela de Fútbol Colcapirhua       | Bandera de Bolivia   | Daniel Claure    | Quillacollo | Colcapirhua       | Municipal de Colcapirhua | 500       |
|        | Escuela de Fútbol Enrique Happ      | Bandera de Bolivia   | Freddy Bolívar   | Cercado     | Cochabamba        | Félix Capriles           | 32.000    |
|        | Escuela de Fútbol Tiquipaya         | Bandera de Bolivia   | Ricardo Torrico  | Quillacollo | Tiquipaya         | Sebastián Ramírez        | 2.500     |

## Ubicación geográfica de los equipos
| Escala Departamental                                               | Área Metropolitana de Cochabamba                                                      | Área Metropolitana de Cochabamba |
| ------------------------------------------------------------------ | ------------------------------------------------------------------------------------- | -------------------------------- |
| Bata Colcapirhua Tiquipaya Dínamo Nueva Cliza Cochabamba 5 equipos | Bata Colcapirhua Tiquipaya Enrique Happ Wilstermann Aurora Arauco Prado Universitario |                                  |

## Formato
La temporada 2011/12 de la categoría Primera A de la Asociación de Fútbol de Cochabamba se jugará bajo el sistema todos contra todos en dos ruedas (una de local y la otra de visitante), jugando un total de 18 partidos cada equipo.
El Club Aurora "B" que había descendido en el torneo adecuación 2011 debido a 2 W.O. (Walkover), se incorporó al torneo el 18 de febrero de 2012, argumentando que no podía descender al ser un equipo invitado por la Asociación de Fútbol Cochabamba (AFC), ya que el primer plantel juega en la primera división del fútbol de Bolivia.

## Tabla de posiciones
| Pos | Equipo        | Pts | PJ | G  | E | P  | GF | GC | Dif |
| --- | ------------- | --- | -- | -- | - | -- | -- | -- | --- |
| 1º  | Wilstermann   | 43  | 18 | 13 | 4 | 1  | 47 | 17 | 30  |
| 2º  | Universitario | 29  | 17 | 8  | 5 | 4  | 35 | 23 | 12  |
| 3º  | Colcapirhua   | 29  | 17 | 8  | 5 | 4  | 28 | 26 | 2   |
| 4º  | Enrique Happ  | 28  | 18 | 7  | 7 | 4  | 20 | 18 | 2   |
| 5º  | Nueva Cliza   | 24  | 17 | 7  | 3 | 7  | 22 | 23 | -1  |
| 6º  | Aurora B      | 23  | 15 | 7  | 2 | 6  | 20 | 21 | -1  |
| 7º  | Tiquipaya     | 20  | 17 | 4  | 8 | 5  | 20 | 20 | 0   |
| 8º  | Arauco Prado  | 18  | 18 | 4  | 6 | 8  | 18 | 25 | -7  |
| 9º  | Bata          | 14  | 18 | 3  | 5 | 10 | 12 | 26 | -14 |
| 10º | Dínamo        | 6   | 17 | 1  | 3 | 13 | 10 | 33 | -23 |

|  | Clasificado para el Nacional B 2012/13. |
|  | Descendiendo a Primera B 2012/13.       |

### Resultados
| Arauco Prado | 2 - 3 | Colcapirhua   | Félix Capriles    | 1 de octubre | 11:00 |
| Nueva Cliza  | 3 - 2 | Dínamo        | Félix Capriles    | 1 de octubre | 13:00 |
| Tiquipaya    | 1 - 1 | Bata          | Sebastián Ramírez | 1 de octubre | 15:50 |
| Enrique Happ | 2 - 2 | Universitario | Félix Capriles    | 6 de octubre | 14:30 |
| Aurora       | 0 - 1 | Wilstermann   | Félix Capriles    | 28 de marzo  | 18:00 |

| Universitario | 3 - 2 | Dínamo       | Félix Capriles           | 8 de octubre  | 11:00 |
| Arauco Prado  | 0 - 2 | Wilstermann  | Félix Capriles           | 8 de octubre  | 13:00 |
| Tiquipaya     | 0 - 0 | Colcapirhua  | Sebastián Ramírez        | 12 de octubre | 15:50 |
| Bata          | 1 - 0 | Enrique Happ | Municipal de Quillacollo | 12 de octubre | 15:50 |
| Aurora        | 3 - 2 | Nueva Cliza  | Complejo del Club Aurora | 21 de marzo   | 15:00 |

| Colcapirhua  | 1 - 3 | Enrique Happ  | Félix Capriles           | 15 de octubre  | 13:50 |
| Wilstermann  | 3 - 0 | Tiquipaya     | Félix Capriles           | 15 de octubre  | 15:50 |
| Nueva Cliza  | 1 - 1 | Universitario | Municipal de Cliza       | 15 de octubre  | 15:50 |
| Dínamo       | 2 - 0 | Bata          | Evo Morales              | 6 de noviembre | 11:00 |
| Arauco Prado | 2 - 3 | Aurora        | Complejo del Club Aurora | 4 de abril     | 15:00 |

| Nueva Cliza  | 1 - 1 | Bata          | Félix Capriles           | 22 de octubre  | 13:30 |
| Dínamo       | 0 - 1 | Colcapirhua   | Evo Morales              | 23 de octubre  | 11:00 |
| Tiquipaya    | 0 - 1 | Arauco Prado  | Sebastián Ramírez        | 27 de octubre  | 15:50 |
| Enrique Happ | 0 - 2 | Wilstermann   | Félix Capriles           | 3 de diciembre | 15:50 |
| Aurora       | -     | Universitario | Complejo del Club Aurora | 18 de abril    | 15:00 |

| Universitario | 4 - 0 | Bata         | Félix Capriles           | 29 de octubre   | 13:00 |
| Nueva Cliza   | 0 - 1 | Colcapirhua  | Municipal de Cliza       | 29 de octubre   | 15:30 |
| Enrique Happ  | 1 - 1 | Arauco Prado | Félix Capriles           | 5 de noviembre  | 13:50 |
| Dínamo        | 0 - 0 | Wilstermann  | Evo Morales              | 27 de noviembre | 11:00 |
| Aurora        | -     | Tiquipaya    | Complejo del Club Aurora |                 |       |

| Wilstermann  | 2 - 0 | Bata          | Félix Capriles           | 27 de octubre   | 19:50 |
| Nueva Cliza  | 1 - 0 | Tiquipaya     | Félix Capriles           | 12 de noviembre | 15:50 |
| Arauco Prado | 3 - 1 | Universitario | Félix Capriles           | 26 de noviembre | 13:50 |
| Enrique Happ | 2 - 0 | Dínamo        | Félix Capriles           | 8 de diciembre  | 13:50 |
| Aurora       | 1 - 1 | Colcapirhua   | Complejo del Club Aurora | 7 de marzo      | 15:00 |

| Wilstermann  | 3 - 1 | Nueva Cliza   | Félix Capriles           | 5 de noviembre  | 15:50 |
| Enrique Happ | 0 - 0 | Tiquipaya     | Félix Capriles           | 10 de noviembre | 13:50 |
| Colcapirhua  | 2 - 0 | Universitario | Félix Capriles           | 10 de noviembre | 15:50 |
| Arauco Prado | 1 - 0 | Dínamo        | Félix Capriles           | 12 de noviembre | 13:50 |
| Aurora       | 1 - 0 | Bata          | Complejo del Club Aurora | 14 de abril     | 15:00 |

| Nueva Cliza | 2 - 0 | Arauco Prado  | Municipal de Cliza       | 19 de noviembre | 15:30 |
| Colcapirhua | 1 - 0 | Bata          | Félix Capriles           | 19 de noviembre | 15:30 |
| Dínamo      | 1 - 1 | Tiquipaya     | Evo Morales              | 20 de noviembre | 11:00 |
| Wilstermann | 2 - 1 | Universitario | Félix Capriles           | 10 de diciembre | 15:50 |
| Aurora      | 1 - 0 | Enrique Happ  | Complejo del Club Aurora | 14 de marzo     | 15:00 |

| Enrique Happ  | 3 - 2 | Nueva Cliza  | Félix Capriles           | 26 de noviembre | 15:50 |
| Universitario | 2 - 2 | Tiquipaya    | Félix Capriles           | 3 de diciembre  | 13:50 |
| Colcapirhua   | 3 - 3 | Wilstermann  | Félix Capriles           | 8 de diciembre  | 15:50 |
| Bata          | 0 - 0 | Arauco Prado | Municipal de Quillacollo | 10 de diciembre | 15:50 |
| Dínamo        | -     | Aurora       | Evo Morales              |                 |       |

| Tiquipaya    | 4 - 2 | Universitario | Félix Capriles           | 11 de febrero | 13:50 |
| Wilstermann  | 7 - 1 | Colcapirhua   | Félix Capriles           | 11 de febrero | 15:50 |
| Arauco Prado | 0 - 1 | Bata          | Municipal de Quillacollo | 11 de febrero | 15:30 |
| Nueva Cliza  | 0 - 1 | Enrique Happ  | Municipal de Cliza       | 11 de febrero | 15:30 |
| Aurora       | 2 - 1 | Dínamo        | Complejo del Club Aurora |               |       |

| Arauco Prado  | 2 - 2 | Colcapirhua  | Félix Capriles     | 18 de febrero | 13:50 |
| Wilstermann   | 3 - 2 | Aurora       | Félix Capriles     | 18 de febrero | 15:50 |
| Nueva Cliza   | 2 - 0 | Dínamo       | Municipal de Cliza | 18 de febrero | 15:30 |
| Universitario | 5 - 0 | Enrique Happ | Complejo UMSS      | 21 de marzo   | 15:30 |
| Bata          | 1 - 2 | Tiquipaya    |                    |               |       |

| Enrique Happ | 0 - 0 | Bata          | Municipal de Quillacollo | 23 de febrero | 18:15 |
| Wilstermann  | 2 - 2 | Arauco Prado  | Municipal de Quillacollo | 23 de febrero | 20:00 |
| Colcapirhua  | 2 - 1 | Tiquipaya     |                          |               |       |
| Dínamo       | 1 - 2 | Universitario |                          |               |       |
| Nueva Cliza  | 0 - 1 | Aurora        | Complejo del Club Aurora | 21 de marzo   | 15:30 |

| Colcapirhua   | 0 - 2 | Enrique Happ | Sebastián Ramírez        | 3 de marzo | 13:50 |
| Tiquipaya     | 1 - 2 | Wilstermann  | Sebastián Ramírez        | 3 de marzo | 15:50 |
| Universitario | 1 - 2 | Nueva Cliza  | Complejo UMSS            | 3 de marzo | 15:00 |
| Aurora        | 2 - 1 | Arauco Prado | Complejo del Club Aurora | 3 de marzo | 15:00 |
| Bata          | 2 - 0 | Dínamo       | Municipal de Quillacollo | 3 de marzo | 15:50 |

| Colcapirhua | 6 - 1 | Dínamo        | Félix Capriles           | 10 de marzo | 13:50 |
| Wilstermann | 0 - 1 | Enrique Happ  | Félix Capriles           | 10 de marzo | 15:50 |
| Bata        | 0 - 1 | Nueva Cliza   | Municipal de Quillacollo | 10 de marzo | 15:30 |
| Aurora      | 0 - 1 | Universitario | Complejo del Club Aurora | 10 de marzo | 15:30 |
| Tiquipaya   | 0 - 0 | Arauco Prado  | Sebastián Ramírez        | 10 de marzo | 15:50 |

| Wilstermann  | 3 - 0 | Dínamo        | Félix Capriles           | 16 de marzo | 15:30 |
| Arauco Prado | 1 - 1 | Enrique Happ  | Félix Capriles           | 17 de marzo | 15:30 |
| Tiquipaya    | 2 - 1 | Aurora        | Sebastián Ramírez        | 17 de marzo | 15:50 |
| Bata         | 0 - 2 | Universitario | Municipal de Quillacollo | 28 de marzo | 19:45 |
| Colcapirhua  | -     | Nueva Cliza   |                          |             |       |

| Wilstermann  | 4 - 0 | Nueva Cliza   | Félix Capriles           | 14 de marzo | 15:30 |
| Arauco Prado | 1 - 0 | Dínamo        | Félix Capriles           | 24 de marzo | 13:50 |
| Colcapirhua  | 0 - 0 | Universitario | Félix Capriles           | 24 de marzo | 15:50 |
| Bata         | 2 - 2 | Aurora        | Municipal de Quillacollo | 24 de marzo | 15:50 |
| Tiquipaya    | 2 - 2 | Enrique Happ  | Sebastián Ramírez        | 24 de marzo | 15:50 |

| Arauco Prado | 1 - 3 | Nueva Cliza   | Félix Capriles           | 31 de marzo | 13:50 |
| Enrique Happ | 2 - 0 | Aurora        | Félix Capriles           | 31 de marzo | 15:50 |
| Bata         | 1 - 3 | Colcapirhua   | Municipal de Quillacollo | 31 de marzo | 15:50 |
| Tiquipaya    | 3 - 0 | Dínamo        | Sebastián Ramírez        | 31 de marzo | 15:50 |
| Wilstermann  | 4 - 4 | Universitario | Félix Capriles           | 8 de abril  | 13:50 |

| Bata          | 1 - 4 | Wilstermann  | Municipal de Quillacollo | 5 de abril  | 19:50 |
| Colcapirhua   | 3 - 1 | Aurora       | Félix Capriles           | 7 de abril  | 15:50 |
| Tiquipaya     | 1 - 1 | Nueva Cliza  | Sebastián Ramírez        | 7 de abril  | 15:50 |
| Dínamo        | 0 - 0 | Enrique Happ | Félix Capriles           | 14 de abril | 13:50 |
| Universitario | 2 - 0 | Arauco Prado | Félix Capriles           | 14 de abril | 15:50 |